# Martine Brochard
Martine Brochard (* 2. April 1944 in Neuilly-sur-Seine) ist eine französische Schauspielerin.

## Leben
Brochard debütierte 1966 in der Kriegsklamotte Zwei Trottel an der Front. Es folgte eine Nebenrolle in Max Pécas’ Die Sexsklavinnen von Schloß Porno (1968).
1968 hatte sie einen Kurzauftritt in François Truffauts Kultfilm Geraubte Küsse, in dem sie die im Hotel in flagranti ertappte Ehebrecherin spielt, der vom gehörnten Gatten ein Strauß Blumen auf den nackten Oberkörper geworfen wird. 1970 erhielt sie von Richard Balducci die Hauptrolle der von Ehe und Baby überforderten Jacky in Komm, liebe mich. Autorenfilmer Hans W. Geißendörfer gab ihr 1970 die Hauptrolle der Jane an der Seite von Heinz Bennent und Eddie Constantine in Eine Rose für Jane. Beide Filme stellten neben dem Kurzauftritt bei Truffaut einen kurzen künstlerischen Durchbruch dar.
Es folgten Hauptrollen in spekulativen Filmen, so die der Chiara neben Anne Heywood und Ornella Muti in Die Nonne von Verona (1973), als „Schwester Lucia“ in Der Nonnenspiegel (1973), die der Marta in Die heißen Engel (1974), die der Martine in Frauen im Zuchthaus (1974), der Paulette Stone in Umberto Lenzis Labyrinth des Schreckens (1975) oder der Angela in Sergio Martinos Mannaja – Das Beil des Todes (1976). Neben den Rollen als B-Film-Star erhielt sie später auch kleine Nebenrollen in Filmen wie Pierre Granier-Deferres Die Frau am Fenster (1976). Eine Ensemble-Hauptrolle hat sie schließlich neben Marc Porel und Claude Jade in Eriprando Viscontis Una spirale di nebbia (1977), in dem sie die Krankenschwester Lavinia spielt. Aus dieser Zeit gibt es von Brochard auch etliche Nacktfotos.
In den folgenden Dekaden blieb sie dem Giallo-Genre behaftet, so mit der Shirley in Riccardo Fredas Murder Obsession (1981) und spielte in Softsexfilmen wie Nadine – Erotische Sehnsüchte (1987), Paprika – Ein Leben für die Liebe und Tinto Brass’ Der Voyeur (1994). Ausnahmen in ernsthaften, kleiner ausfallenden Rollen waren selten, so die der Madame Rivière an der Seite Alain Delons in Jacques Derays Der Teddybär (1994).

## Filmografie
- 1967: Allô Police (Fernsehserie, 1 Folge)
- 1968: Sokrates (Le Socrate)
- 1968: Geraubte Küsse (Baisers volés)
- 1968: Die Sexsklavinnen von Schloß Porno (La main noire)
- 1969: Komm, liebe mich (L’amour)
- 1970: Eine Rose für Jane
- 1971: Zwei Trottel an der Front (Armiamoci e partite!)
- 1973: Die Nonne von Verona (Le monache di Sant'Arcangelo)
- 1973: Betrachten wir die Angelegenheit als abgeschlossen (No il caso è felicemente risolto)
- 1973: Milano trema: la polizia vuole giustizia
- 1973: Der Nonnenspiegel (Storia di una monaca di clausura)
- 1974: Frauen im Zuchthaus (Prigione di donne)
- 1975: Labyrinth des Schreckens (Gatti rossi in un labirinto di vetro)
- 1975: Die heißen Engel (La nottata)
- 1976: Die Frau am Fenster (Une femme à sa fenêtre)
- 1977: Mannaja – Das Beil des Todes (Mannaja)
- 1977: Una spirale di nebbia
- 1980: Patriot ohne Vaterland (L’ebreo fascista)
- 1981: Murder Obsession (Follia omicida)
- 1987: Nadine – Erotische Sehnsüchte (L’attrazione)
- 1991: Paprika – Ein Leben für die Liebe (Paprika)
- 1994: Der Teddybär (L’ours en peluche)